# Strakova akademie
Strakova akademie je eklekticky novobarokní budova na levém břehu Vltavy na Malé Straně v Praze. Byla vystavěna v letech 1893–1896 podle návrhů architekta Václava Roštlapila, slavnostně otevřena byla 21. března 1897. Pod kupolí jsou umístěny sochy od Josefa Maudera. Původně byl objekt využíván jako studentská kolej nemajetných synů české šlechty. V současnosti je sídlem Úřadu vlády České republiky.
K budově Strakovy akademie patří i zahrada, vybudovaná pod dohledem Františka Thomayera.

## Historie
Název Strakově akademii dal císařský tajný rada hrabě Jan Petr Straka z Nedabylic a na Libčanech. Ten roku 1710 v případě vymření rodu Straků z Nedabylic odkázal svůj majetek ke zřízení nadace „pro vzdělávání chudé mládeže z vyšších stavů“. Administrativní zásahy vídeňské vlády však naplnění hraběcí závěti ztížily, ke vzniku nadace tak došlo až začátkem 19. století. Z odkázaných finančních prostředků byli podporováni šlechtičtí stipendisté obou zemských jazyků, ovšem samotný vzdělávací ústav byl vystavěn až koncem 19. století, akademie byla otevřena roku 1897. Prvním ředitelem Strakovy akademie (v letech 1894–1909 ) byl Josef Trakal. V letech 1912–1918 byl prefektem akademie JUDr. Alexandr Zeyer, synovec Julia Zeyera.

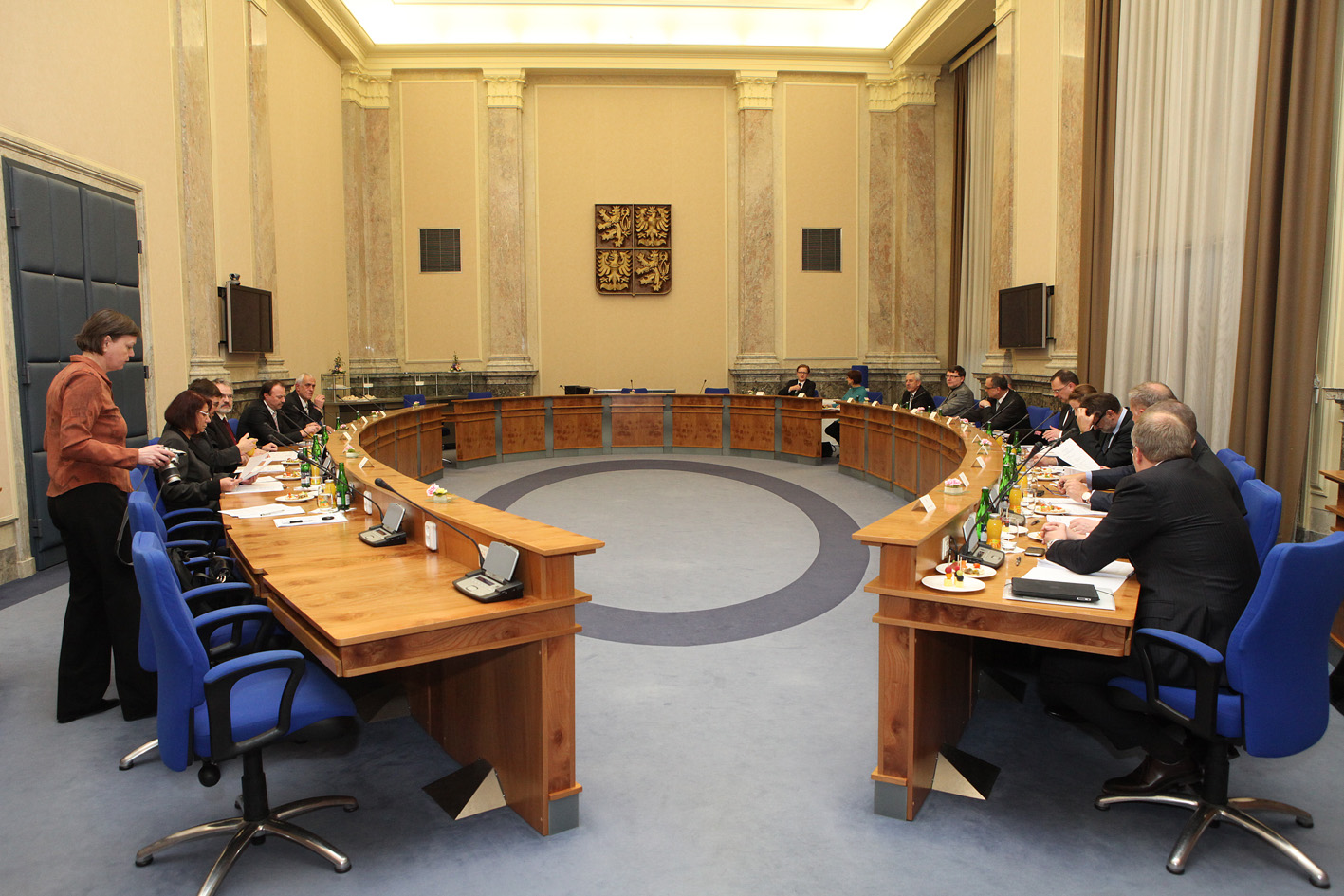
Zasedání kabinetu ve Strakově akademii za vlády ODS (rok 2013)

Reprezentativní novobarokní dvoupatrová budova pro přibližně šedesát stipendistů byla navržena architektem Václavem Roštlapilem a měla luxusní a moderní vybavení. Na vnější a vnitřní výzdobě budovy se podíleli sochaři Josef Mauder a Celda Klouček. Ke Strakově akademii patří i rozlehlá zahrada budovaná pod dohledem Františka Thomayera.
Stavba v prostorách bývalé jezuitské zahrady probíhala čtyři roky (1893–1896) a její výměry dosáhly 4000 m2. Přilehlá zahrada má 17 000 m2. Náklady spojené s výstavbou přesáhly jeden milion tehdejších korun. Tehdy byla zbourána i kaple svatého Ignáce.

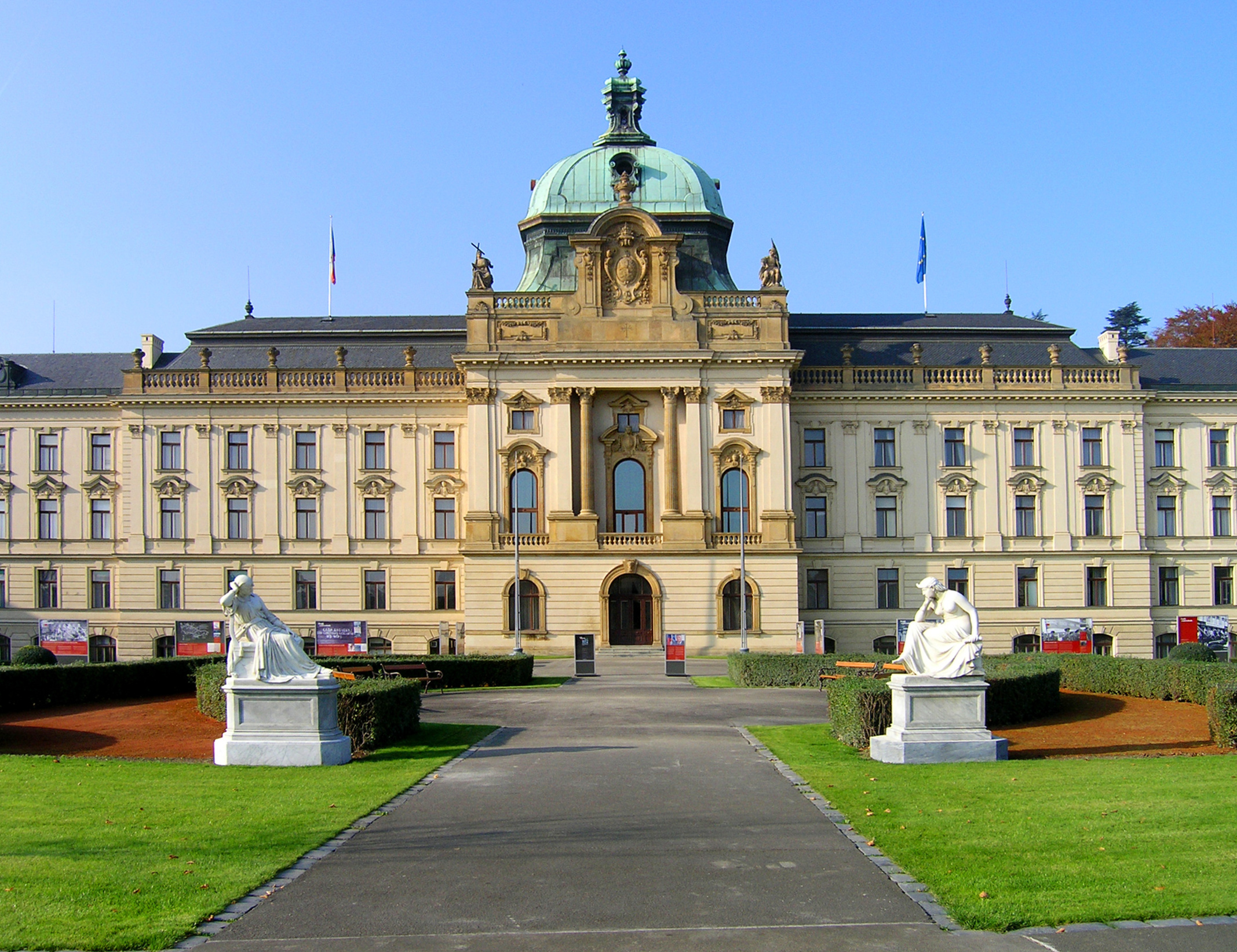
Pohled ze zahrady (2008)

V přízemí budovy byly umístěny studovny, kanceláře správy, slavnostní síň a kabinety se sbírkami učebních pomůcek. První a druhé patro bylo vyhrazeno studentům. Nacházely se zde studovny, ložnice a domácí kaple. Budova byla vybavena ústředním topením (jako vůbec první budova v Praze), lázněmi s bazénem, letní a zimní tělocvičnou, šermírnou a vlastní nemocnicí.
Podle dobových pramenů se zdejší stipendisté učili jen takové předměty, které se na veřejných ústavech nevyučovaly vůbec nebo jen okrajově (např. zpěv, kreslení, hudba, cvičení v těsnopise, jízda na koni nebo šerm). Po prvních dvou letech fungování akademie zde vzniklo i vlastní česko-německé gymnázium.
Faktografické poznámky: V Akademii působil jako katecheta kanovník metropolitní kapituly u sv. Víta a pozdější světící biskup pražský Antonín Podlaha. Do akademie byli přijati patrně již roku 1897 například bratři Sidonie Nádherné, Charlie a Jan.
V průběhu první světové války připadla akademie Červenému kříži, který zde zřídil nemocnici se 470 lůžky. Z auly akademie se stal operační sál a z ložnic studentů nemocniční pokoje.

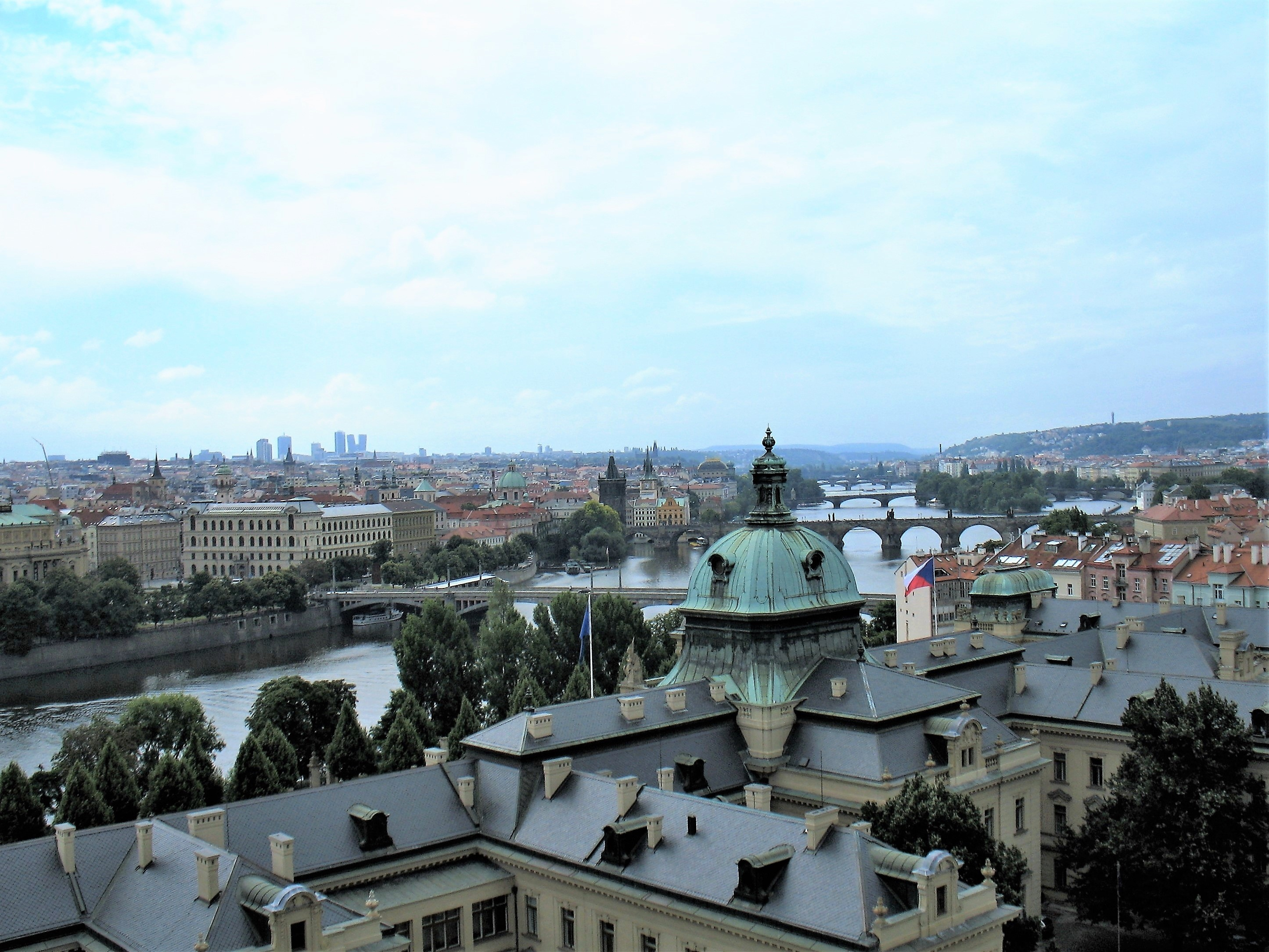
Pohled na Strakovu akademii z terasy Kramářovy vily

Po zrušení nemocnice a se vznikem Československa v roce 1918 se ve Strakově akademii zásadně změnily poměry; nová republika potřebovala prostory k úřadování a současně došlo k zániku šlechtických titulů. Do části budovy se nastěhovaly instituce tehdejší státní správy (Ministerstvo pro zásobování lidu, Ministerstvo národní obrany a Statistický úřad). Větší část budovy připadla Ústřednímu svazu československého studentstva, který zde umístil akademickou knihovnu, všestudentský archiv a později Akademický dům. Po formální stránce patřila budova stále Strakově nadaci, která vybírala od zmíněných institucí symbolický nájem a nesla náklady na opravy a údržbu, a to až do zrušení Strakovy nadace, o němž rozhodl Zemský úřad 25. května 1938.

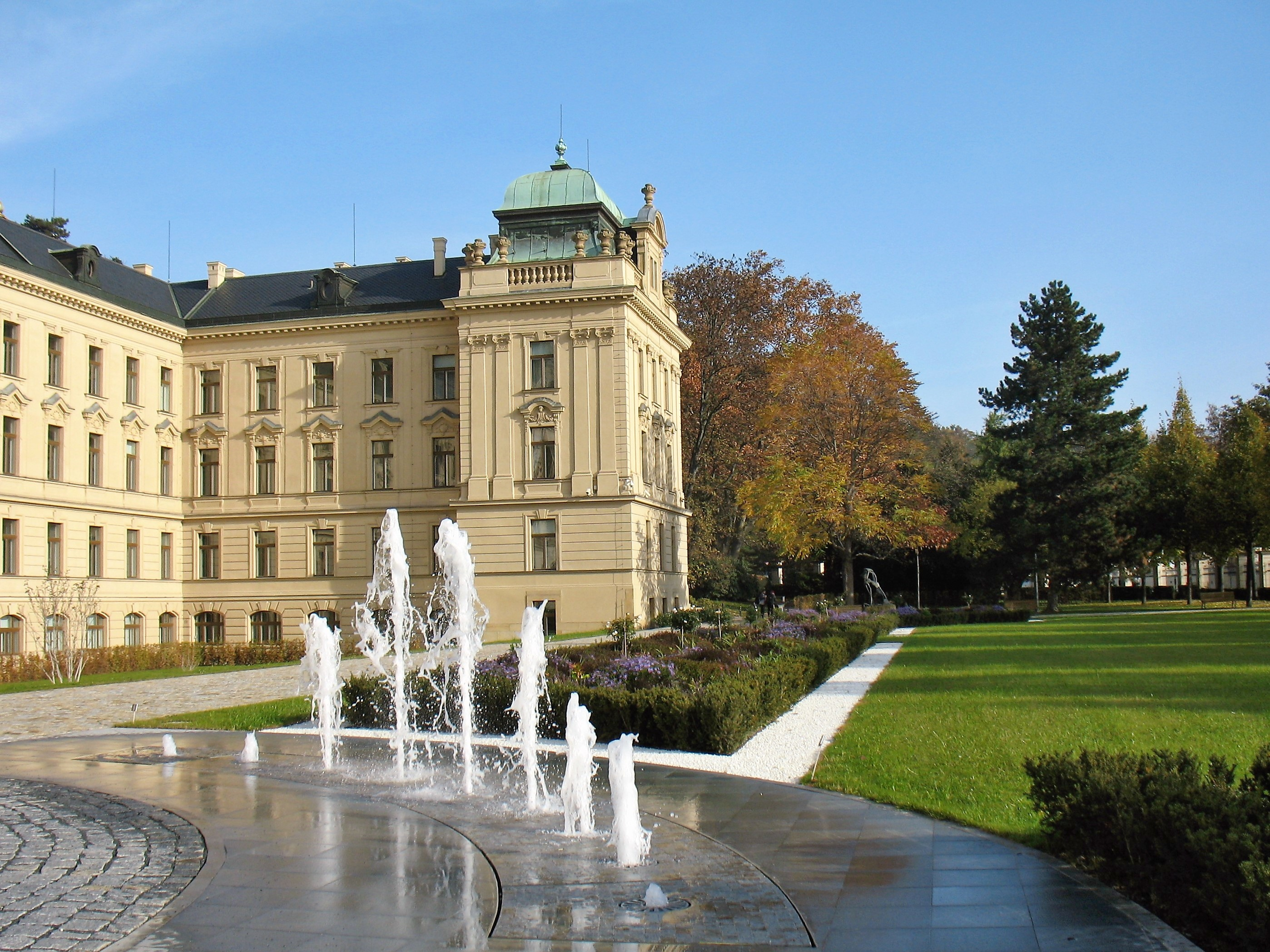
Zahrada Strakovy akademie po rekonstrukci (rok 2022)

Od dubna 1939 začala Strakovu akademii využívat protektorátní vláda. V letech 1939–1941 proběhly v budově velké stavební úpravy, jež provedl Ladislav Machoň. K nejvýraznějším stavebním zásahům v interiéru patří vybudování nového reprezentačního schodiště, které vedlo ke kanceláři a bytu předsedy vlády v prvním patře. V roce 1941 byla také odsvěcena někdejší kaple. Uliční průčelí budovy se po odstranění oplocení s mřížovými vraty otevřelo pro automobilový provoz a vznikl tak čestný dvůr. Brána s okrasnými mřížovými vraty a erbem Straků byla začleněna do plotu zahrady. Úpravy předznamenaly poválečné využití objektu. V lednu 1942 získal prostory akademie zvláštní německý zemský soud (Sondergericht) po vynuceném prodeji ze strany Němců. Interiér kaple a auly byl podle návrhu architekta Leopolda Plešingera přestavěn na soudní síně.
Po válce (od 15. května 1945) sloužil objekt až do rozpadu Československa vládním účelům. Akademie se stala sídlem Úřadu předsednictva vlády s prvním československým poválečným premiérem Zdeňkem Fierlingerem. V letech 1950 až 1951 byla na pokyn předsedy vlády Antonína Zápotockého realizována přestavba kaple na zasedací sál vlády. Podle projektu Josefa Buška byly štukované klenby zakryty vestavěným kazetovým stropem.
Od roku 1993, kdy zanikla československá federální vláda, v budově sídlí Úřad vlády České republiky (přestěhoval se sem z původního sídla v Lazarské ulici). V roce 2008 vznikl překrytím vnitřního atria skleněnou střechou nový sál pro pořádání tiskových konferencí.
V roce 1997 byla u příležitosti stého výročí inaugurace Strakovy akademie ve vestibulu budovy znovu odhalena pamětní deska s částí závěti hraběte Jana Petra Straky. Vláda České republiky se tím symbolicky hlásí k duchovní tradici českého národa a odkazu minulých generací.

## Adresa
Nábřeží Edvarda Beneše 4/128; 110 00 Praha 1 – Malá Strana